# Dog of Death
Dog of Death, llamado Muerte de perros en España y Nuestro mejor amigo en Hispanoamérica, es un capítulo perteneciente a la tercera temporada de la serie animada Los Simpson, emitido originalmente el 12 de marzo de 1992. El episodio fue escrito por John Swartzwelder y dirigido por Jim Reardon.

## Sinopsis
En Springfield llega la "fiebre de la lotería", con un premio de 130 millones de dólares, toda la ciudad está paralizada incluyendo Homer que está emocionado de participar junto con la familia. Todo esto hace que su perro Santa's Little Helper, quien se sentía mal, pase inadvertido.
La familia no gana la lotería y es cuando descubren que su perro está enfermo, la familia lo lleva al hospital, en donde el veterinario les dice que su estómago está torcido y debe ser operado de emergencia, ya que de lo contrario morirá. Homer se pone muy triste al decirles a Bart y a Lisa que no podrían operar a la mascota, ya que la operación era muy costosa: salía 750 dólares. Sin embargo, como todos en la familia, incluso él, amaban al perro, Homer decide encontrar una forma para pagarla; trata de pedirle un préstamo al Sr. Burns, quien hace echar a Homer de su oficina.
A pesar de lo difícil encuentran una solución para juntar el dinero, todos en la familia debían renunciar a sus pequeños lujos. Entre otras cosas, Homer debe dejar la cerveza, Marge tiene que olvidarse de comprar un billete de lotería por semana, Bart tiene que cortarse el cabello gratis en la Escuela de Peluqueros de Springfield, Lisa debe dejar de comprarse sus Enciclopedias Genéricas y la ropa de Maggie debe resistir hasta poder comprarse nueva. 
Al final consiguen el dinero, el perro es operado, se salva y la familia se alegra; sin embargo dos días después todo comienza a ir mal, cuando descubren que los números que Marge siempre jugaba en la lotería y no pudo comprar habían ganado 40.000 dólares. Luego, la familia empieza a sentir resentimiento con el perro por obligarlos a evitar las cosas que disfrutaban. Homer, para conseguir cerveza, debía cantar en la taberna de Moe, Lisa tenía que hacer un trabajo de Copérnico, quien estaba a punto de salir en la enciclopedia, a Maggie se le estaba rompiendo la ropa y Bart tenía un horrible corte de cabello, todo por consecuencia de haber ahorrado el dinero para su operación. 
Luego de que la familia le dijera cosas malas al perro, Santa's Little Helper muy triste decide irse de la casa y se va a vivir aventuras, pero es capturado y después de llevarlo a la perrera logra ser adoptado irónicamente por el Sr. Burns, quien lo entrena para convertirlo en uno de sus perros de ataque. Luego de un largo proceso de lavado de cerebro, como el recibido por Álex en La naranja mecánica, en el cual el perro debe ver una larga película en donde se mostraba a la gente maltratando a los perros, Santa's Little Helper se convierte en un perro sediento de sangre.
La familia al descubrir que el perro los dejó se comienza a arrepentir de haberlo tratado mal y lo quieren de vuelta, así que Bart decide ir a buscarlo para traerlo de vuelta a su casa. Cuando Bart pasa por la mansión de Burns, Santa's Little Helper, junto con otros perros, tratan de atacar a Bart. Cuando Bart lo ve se alegra de encontrarlo pero se da cuenta de que ya no es el mismo, y al estar a punto de agredirlo le recuerda todos los buenos momentos que habían pasado juntos lo que hace que recobre la memoria, después de esto, los otros perros tratan de atacar a Bart, pero Santa's Little Helper se los impide. El perro, luego, vuelve con su familia, quienes lo amaban nuevamente.